# Cynthia Solomon
Cynthia J. Solomon (Somerville, 1938) è un'informatica e pedagogista statunitense, pioniera nel campo dell'intelligenza artificiale, dell'informatica e del suo utilizzo a scopo educativo.

## Biografia
Dopo aver conseguito un bachelor's degree in Storia al Radcliffe College nei primi anni Sessanta,, la Solomon si dedicò all'informatica come ricercatrice al laboratorio di intelligenza artificiale del MIT, sotto la guida di Marvin Minsky e Seymour Papert, ottenendo un master in Informatica nel 1976 all'Università di Boston.
Nel frattempo lavorando alla Bolt Beranek and Newman (azienda pionieristica nel campo della consulenza e sviluppo di prodotti ad alta tecnologia poi acquisita da Raytheon) nel 1967 con Papert e Wally Feurzeig creò Logo, il primo linguaggio di programmazione pensato per i bambini. Partecipò quindi a una serie di pubblicazioni di Papert che raccoglievano materiale prodotto in via informale al MIT, tra cui il fondamentale saggio Twenty Things to Do With a Computer (1971), dove si prediceva per la prima volta la successiva diffusione di sistemi di elaborazione tra bambini e adolescenti, intuendo che sarebbe stato un fattore per l'abbattimento dei costi.
Negli anni Ottanta fu tra i fondatori della Logo Computer Systems, partecipando alla creazione di Apple Logo. Diresse il laboratorio di ricerca Atari a Cambridge. Per quanto abbia avuto breve vita, vi si posero le basi per le successive piattaforme informatiche dedicate ai bambini e adolescenti a scopo ludico.
Nel 1985 ottenne un PhD in Educazione alla Harvard University in 1985, pubblicando la sua tesi di dottorato Computer Environments for Children l'anno successivo.
La Solomon ha poi ricoperto stabilmente ruoli di insegnante e coordinatore in diverse realtà educative, partecipando anche a fondazioni attive in campo educativo come la One Laptop Per Child e a iniziative come il  Constructing Modern Knowledge. Ha pubblicato altre opere sull'utilizzo dell'informatica in campo educativo, come Designing Multimedia Environments for Children, con Allison Druin.
Nel 2016 la Solomon ha ricevuto il Pioneer Award del National Center for Women & Information Technology (NCWIT).

## Opere
(elenco incompleto)
- Twenty Things to Do with a Computer - Seymour Papert, Cynthia Solomon - (1971)[5]
- LogoWorks: Challenging Programs in Logo - Cynthia Solomon, Margaret Minsky e Brian Harvey - (1986)